# Teodoro Moreno
Teodoro Moreno (Santa Ana, El Salvador, 9 de noviembre de 1821 - 3 de abril de 1885) fue un militar y político salvadoreño que ejerció como gobernador del departamento de Sonsonate (en el tiempo en que dicho departamento abarcaba toda la zona occidental salvadoreña y que tenía por cabecera a Santa Ana) de 1854 a 1855, y fue el primer gobernador del departamento de Santa Ana de 1855 a 1863, en el que se destacó por la realización de varias obras materiales y el impulso al cultivo de café. Además fue alcalde de Santa Ana en 1877, presidente del senado salvadoreño, presidente de la cámara de diputados y designado a la presidencia en varias ocasiones.

## Biografía
Teodoro Moreno nació en la ciudad de Santa Ana el 9 de noviembre de 1821. Estudió jurisprudencia en la Universidad de El Salvador, dichos estudios los completaría en la Universidad de San Carlos de Guatemala por mediados de la década de 1840s. Posteriormente se integraría al ejército salvadoreño, donde alcanzaría el rango de coronel y donde participaría en las campañas militares de 1845, 1851 y 1863.
El 16 de agosto de 1848 fue designado junto con Andrés del Valle como secretario de la primera junta de caridad de la ciudad Santa Ana, la cual se encargaría de la fundación y administración del Hospital San Juan de Dios, el primer hospital de dicha ciudad. Posteriormente sería secretario de la municipalidad santaneca, donde -según el informe de la visita del presidente Doroteo Vasconcelos a esa ciudad realizada el 14 de abril de 1849- debido a su trabajo no había falta alguna en el archivo de la corporación.
En los años de 1852 y 1854 ejercería como diputado de la cámara baja de la asamblea legislativa (en ese entonces el congresos salvadoreño era bicameral, con una cámara de diputados y otra de senadores; y las elecciones legislativas y municipales se realizaban a principios de diciembre de cada año), donde se desempeñaría como secretario.
En el año de 1854 fue designado por el presidente José María San Martín como gobernador suplente del departamento de Sonsonate (cuando este abarcaba toda la zona occidental), siendo el gobernador propietario Tomás Medina; el 13 de mayo de ese año se hizo cargo por pocos meses de la gobernación (de forma interina) al haberse retirado temporalmente el gobernador Tomás Medina.
En octubre de 1854 renunciaría el gobernador Tomás Medina, por lo que Teodoro Moreno se haría cargo de la gobernación del departamento sonsonateco hasta el 6 de marzo de 1855, cuando fue creado el departamento de Santa Ana (que incluía también los municipios que posteriormente formarían el departamento de Ahuachapán) en la que ejerció como gobernador propietario de 1855 a 1863 (en los gobiernos de José María San Martín, Rafael Campo, Miguel Santín del Castillo, y Gerardo Barrios), y a su vez ejercería como primer ayudante del estado mayor general y primer jefe del batallón santaneco. Durante su período como gobernador de Santa Ana impulsó el cultivo del café y realizó varias obras materiales como la construcción del camino de Ahuachapán al puerto de Acajutla, la finalización de la carretera de Santa Ana a Sonsonate, la construcción del puente sobre el río San Juan en Chalchuapa y del puente sobre el río Güija (actualmente llamado río Desagüe) en Metapán, la construcción o arreglo de varias cañerías y pilas pública o particulares en la ciudad de Santa Ana, el empedrado de varias calles de Santa Ana y de otras poblaciones del departamento, entre otras.
En junio de 1863 Santa Ana sería tomada por las tropas del presidente vitalicio de Guatemala Rafael Carrera, por lo que sería tomado prisionero y conducido a Guatemala, pero lograría escapar y huir a San Salvador, donde permanecería hasta la caída del gobierno de Gerardo Barrios; posteriormente se exilió a Europa junto con su esposa Francisca Escalón. Pocos años después regresaría a Santa Ana, de 1872 a 1876 se desempeñaría como senador del poder legislativo salvadoreño, en 1875 fue nombrado designado a la presidencia, en 1876 (y luego en 1879) fue secretario de la asamblea general, en el mismo año de 1876 fue presidente del senado salvadoreño.
En el año de 1877 sería electo alcalde de Santa Ana, en 1879 fue presidente de la cámara de diputados y luego presidente de la asamblea constituyente que emitió la constitución de 1880; posteriormente en el año de 1880 ejerció como senador y fue nombrado designado a la presidencia. En 1881 y en 1882 fue presidente del senado salvadoreño, y fue uno de los redactores de los decretos legislativos que abolirían las tierras comunales (aquellas tierras que eran administradas por los miembros de una comunidad) y ejidales (que eran concedidas por las municipalidades a particulares) en El Salvador.
En el año de 1883 fue presidente de la asamblea constituyente de ese año que redactó la constitución de 1883, luego en ese año fue nombrado senador, designado a la presidencia y consiliario mayor de la junta protectora del Hospital San Juan de Dios de Santa Ana. Para 1885 había sido nuevamente electo como senador, pero fallecería de forma natural en Santa Ana el 3 de abril de 1885.